# Vila Velha de Ródão
Vila Velha de Ródão é uma vila portuguesa raiana no Distrito de Castelo Branco, região estatística do Centro e sub-região da Beira Baixa, parte da província tradicional com o mesmo nome.
É sede do município homónimo com 329,91 km² de área e 3.515 habitantes (2023), subdividido em 4 freguesias. O município é limitado a norte e leste pelo município de Castelo Branco, a sueste pela Espanha, a sul por Nisa e a oeste por Mação e Proença-a-Nova.
As Portas de Ródão constituem um monumento natural emblemático de Vila Velha de Ródão, de que usufrui em parceria com o Município de Nisa.

## Freguesias

Freguesias do Município de Vila Velha de Ródão.

As freguesias do Município de Vila Velha de Ródão são as seguintes:
- Fratel
- Perais
- Sarnadas de Ródão
- Vila Velha de Ródão

Na freguesia de Vila Velha de Ródão, encontra-se o Castelo de Ródão.

## Vias de comunicação
O Município de Vila Velha de Ródão encontra-se no cruzamento de dois grandes eixos de comunicação:
- eixo norte-sul de ligação entre a Beira Baixa e o Alto Alentejo, utilizado historicamente como rota de transumância pelos rebanhos que no Verão iam pastar na serra da Estrela e que atravessavam o Tejo em pontes de barcas; a actual ponte metálica data de 1888 e a travessia pelo coroamento da barragem de Fratel, actualmente integrada no itinerário principal IP2, data de 1973;
- eixo este-oeste de ligação ao litoral, constituído historicamente pelo rio Tejo e utilizado por barcos à vela apoiados por caminhos de sirga; o transporte fluvial foi destronado a partir de 1891 pelo transporte ferroviário, com a construção da linha da Beira Baixa, que inclui a estação de Ródão; a actual auto-estrada A23 segue igualmente este eixo.

## Património

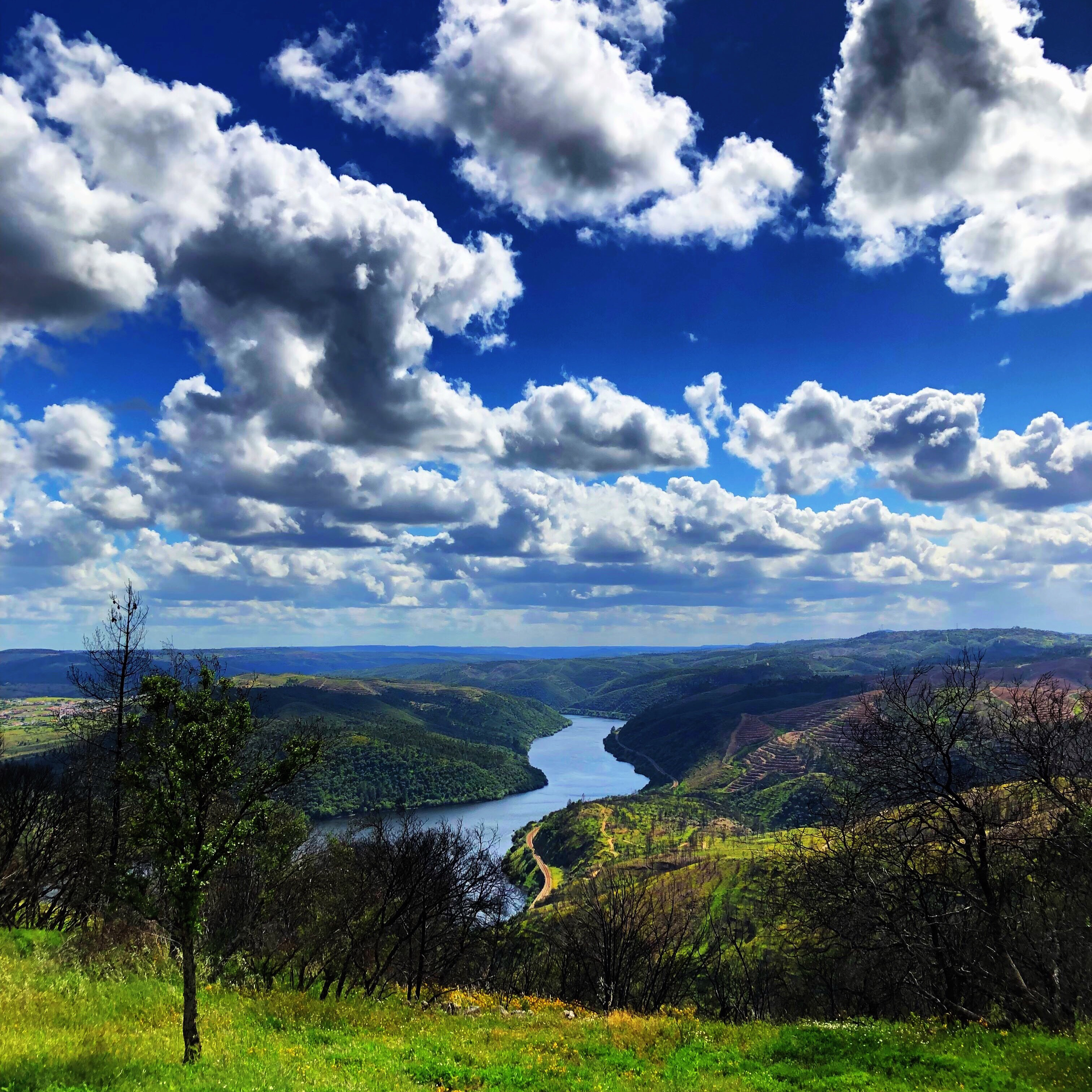
Vista sobre o rio Tejo a partir do Castelo de Vila Velha de Ródão.

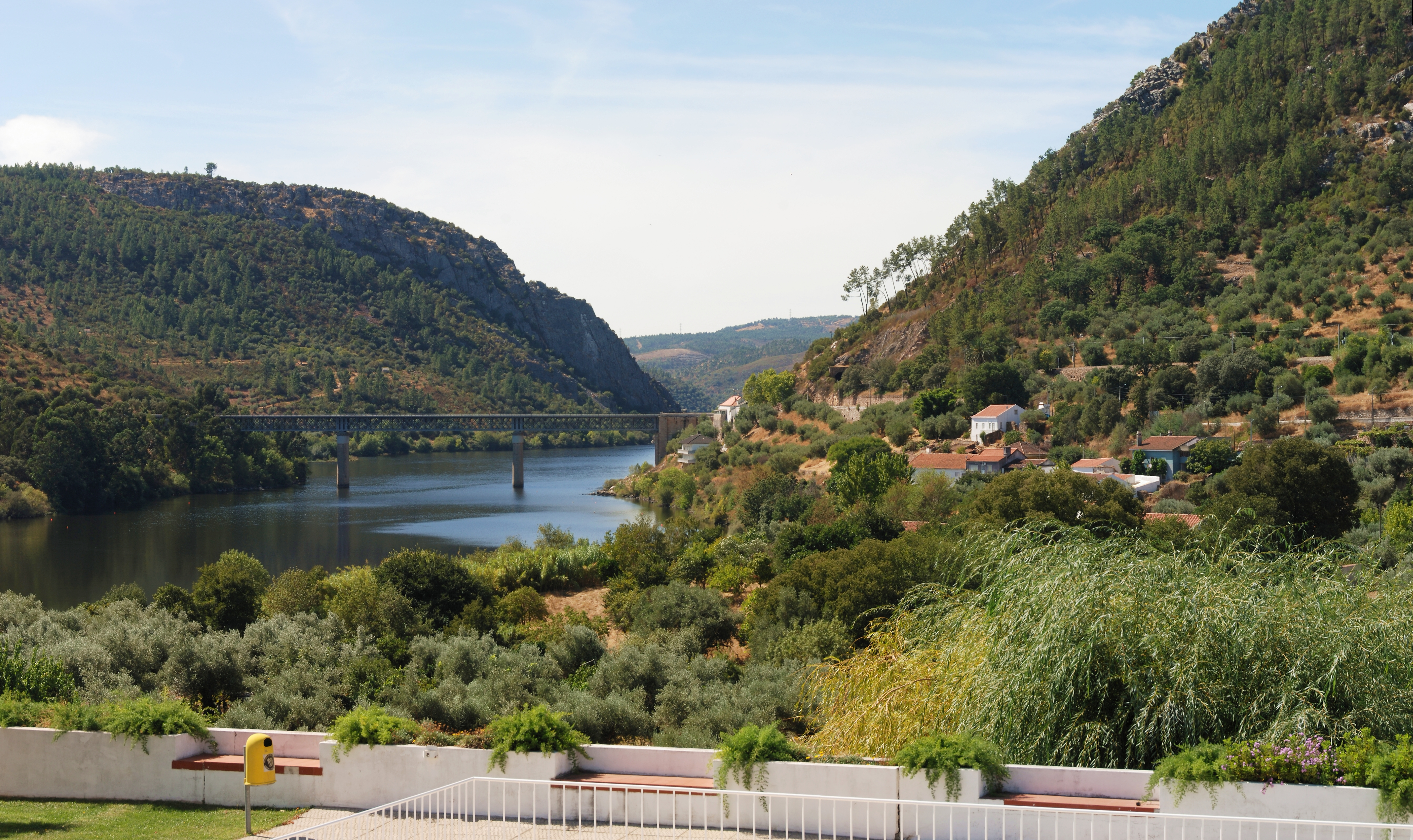
Paisagem em Vila Velha de Ródão.

- Castelo de Ródão ou Castelo do Rei Wamba
- Capela de Nossa Senhora do Castelo
- Capela de Nossa Senhora da Alagada
- Centro de Interpretação da Arte Rupestre do Vale do Tejo
- Igreja Matriz de Nossa Sr.ª da Conceição
- Lagar de Varas
- Pelourinho de Vila Velha de Ródão

## Infraestruturas
- Agrupamento de Escolas de Vila Velha de Ródão (com Ensino Básico e Ensino Secundário)
- Biblioteca Municipal José Baptista Martins
- Bombeiros Voluntários de Vila Velha de Ródão
- Casa de Artes e Cultura do Tejo
- Campo de Ténis do Complexo Turístico Portas de Ródão
- Centro de Saúde de Vila Velha de Ródão
- Centro Náutico de Vila Velha de Ródão
- CIART - Centro de Interpretação Arte Rupestre do Vale do Tejo
- Estádio Municipal de Vila Velha de Ródão
- Estação Ferroviária de Ródão
- Parque de Campismo Rural do Tejo
- Pavilhão Gimnodesportivo do Agrupamento de Escolas de Vila Velha de Ródão
- Piscinas Municipais de Vila Velha de Ródão
- Recinto de Festas de Nossa Sr.ª da Alagada
- Ringue Polidesportivo do CDRC de Vila Velha de Ródão
- Santa Casa da Misericórdia de Vila Velha de Ródão

## Associativismo
- Academia Sénior de Vila Velha de Ródão
- Associação de Estudos do Alto Tejo
- Associação Gentes de Ródão - onde se integra o Grupo de Bombos «Os grifos»
- Associação de Pais e Encarregados de Educação do Agrupamento de Escolas de Vila Velha de Ródão
- Casa do Benfica em Vila Velha de Ródão
- Centro Desportivo Recreativo e Cultural de Vila Velha de Ródão - onde se integra o Grupo Etnográfico Danças e Cantares
- Centro Municipal de Cultura e Desenvolvimento de Vila Velha de Ródão
- Grupo de Amigos dos Bombeiros Voluntários de Vila Velha de Ródão
- Núcleo do Sporting Clube de Portugal de Vila Velha de Ródão

## Política

### Presidentes eleitos
- 2021–2025: Luís Miguel Ferro Pereira (PS)[5]
- 2017–2021: Luís Miguel Ferro Pereira (PS)[6]
- 2013–2017: Luís Miguel Ferro Pereira (PS)[7]
- 2009–2013: Maria do Carmo de Jesus Amaro Sequeira (PS)[8]
- 2005–2009: Maria do Carmo de Jesus Amaro Sequeira (PS)[9]
- 2001–2005: Maria do Carmo de Jesus Amaro Sequeira (PS)[10]
- 1997–2001: Vítor Manuel Pires Carmona (PPD/PSD)[11]
- 1993–1997: Vítor Manuel Pires Carmona (PPD/PSD)[12]
- 1989–1993: José Baptista Martins (PS)[13]
- 1985–1989: José Baptista Martins (PS)[14]
- 1982–1985: José Baptista Martins (PS)[15]
- 1979–1982: Manuel Mendes Marques (PS)[16]
- 1976–1979: Augusto Pires Pinto Afonso (PS)[17]

### Eleições autárquicas[18]
| Data | %     | V     | %       | V       | %            | V            | %       | V       | %              | V  | %              | V   | %              | V       | Participação |                |
| Data | PS    | PS    | PPD/PSD | PPD/PSD | FEPU/APU/CDU | FEPU/APU/CDU | CDS-PP  | CDS-PP  | AD             | AD | PRD            | PRD | PSD-CDS        | PSD-CDS | Participação |                |
| ---- | ----- | ----- | ------- | ------- | ------------ | ------------ | ------- | ------- | -------------- | -- | -------------- | --- | -------------- | ------- | ------------ | -------------- |
| Data | 1976  | 37,00 | 2       | 35,13   | 2            | 22,20        | 1       |         |                |    |                |     |                |         |              | 55,59 / 100,00 |
| 1979 | 44,94 | 2     | AD      | AD      | 21,34        | 1            | AD      | AD      | 31,01          | 2  | 64,63 / 100,00 |     |                |         |              |                |
| 1982 | 47,54 | 3     | AD      | AD      | 14,69        | -            | AD      | AD      | 33,01          | 2  | 67,48 / 100,00 |     |                |         |              |                |
| 1985 | 42,12 | 3     | 37,24   | 2       | 8,30         | -            |         |         |                |    | 9,40           | -   | 70,09 / 100,00 |         |              |                |
| 1989 | 45,76 | 3     | 39,92   | 2       | 10,36        | -            |         |         | 67,95 / 100,00 |    |                |     |                |         |              |                |
| 1993 | 43,48 | 2     | 45,27   | 3       | 6,10         | -            | 2,32    | -       | 71,95 / 100,00 |    |                |     |                |         |              |                |
| 1997 | 45,05 | 2     | 46,44   | 3       | 2,74         | -            | 2,06    | -       | 74,65 / 100,00 |    |                |     |                |         |              |                |
| 2001 | 58,54 | 3     | 35,13   | 2       | 2,02         | -            | 1,87    | -       | 80,06 / 100,00 |    |                |     |                |         |              |                |
| 2005 | 56,95 | 3     | 34,37   | 2       | 4,14         | -            |         |         | 76,04 / 100,00 |    |                |     |                |         |              |                |
| 2009 | 61,02 | 3     | 31,99   | 2       | 3,13         | -            | 1,44    | -       | 77,00 / 100,00 |    |                |     |                |         |              |                |
| 2013 | 69,40 | 4     | 20,56   | 1       | 3,63         | -            | 2,64    | -       | 71,42 / 100,00 |    |                |     |                |         |              |                |
| 2017 | 69,29 | 4     | CDS-PP  | CDS-PP  | 3,62         | -            | PPD/PSD | PPD/PSD | 23,01          | 1  | 73,53 / 100,00 |     |                |         |              |                |
| 2021 | 73,73 | 4     | CDS-PP  | CDS-PP  | 4,50         | -            | PPD/PSD | PPD/PSD | 17,84          | 1  | 68,03 / 100,00 |     |                |         |              |                |

### Eleições legislativas
| Data | %     | %     | %    | %    | %     | %     | %        | %     | %    | %     | %    | %   | %       | % | %  | %  |
| Data | PS    | PSD   | PCP  | CDS  | UDP   | AD    | APU/ CDU | FRS   | PRD  | PSN   | BE   | PAN | PSD CDS | L | CH | IL |
| ---- | ----- | ----- | ---- | ---- | ----- | ----- | -------- | ----- | ---- | ----- | ---- | --- | ------- | - | -- | -- |
| 1976 | 48,67 | 21,22 | 7,68 | 7,51 | 0,88  |       |          |       |      |       |      |     |         |   |    |    |
| 1979 | 38,27 | AD    | APU  | AD   | 1,38  | 32,95 | 18,74    |       |      |       |      |     |         |   |    |    |
| 1980 | FRS   | AD    | APU  | AD   | 0,47  | 36,70 | 14,53    | 43,05 |      |       |      |     |         |   |    |    |
| 1983 | 46,18 | 25,89 | APU  | 4,49 | 0,52  |       | 15,95    |       |      |       |      |     |         |   |    |    |
| 1985 | 25,24 | 24,22 | APU  | 2,55 | 0,82  | 11,81 | 30,17    |       |      |       |      |     |         |   |    |    |
| 1987 | 31,55 | 40,08 | CDU  | 2,45 | 0,41  | 9,32  | 9,32     |       |      |       |      |     |         |   |    |    |
| 1991 | 40,85 | 39,60 | CDU  | 2,51 |       | 7,64  | 1,70     | 2,89  |      |       |      |     |         |   |    |    |
| 1995 | 57,29 | 29,55 | CDU  | 3,73 | 0,78  | 5,36  |          |       |      |       |      |     |         |   |    |    |
| 1999 | 58,93 | 29,24 | CDU  | 2,59 |       | 5,60  | 0,91     |       |      |       |      |     |         |   |    |    |
| 2002 | 56,51 | 32,65 | CDU  | 3,61 | 3,65  | 0,45  |          |       |      |       |      |     |         |   |    |    |
| 2005 | 63,27 | 22,56 | CDU  | 3,06 | 4,74  | 2,27  |          |       |      |       |      |     |         |   |    |    |
| 2009 | 49,35 | 29,74 | CDU  | 4,53 | 5,24  | 6,30  |          |       |      |       |      |     |         |   |    |    |
| 2011 | 44,19 | 34,83 | CDU  | 5,40 | 5,31  | 3,11  | 0,45     |       |      |       |      |     |         |   |    |    |
| 2015 | 50,69 | CDS   | CDU  | PSD  | 6,73  | 7,27  | 0,54     | 28,09 | 0,05 |       |      |     |         |   |    |    |
| 2019 | 50,49 | 22,72 | CDU  | 1,98 | 5,29  | 10,17 | 1,74     |       | 0,29 | 0,64  | 0,23 |     |         |   |    |    |
| 2022 | 55,02 | 23,07 | CDU  | 1,29 | 3,92  | 4,10  | 0,37     | 0,55  | 6,55 | 2,02  |      |     |         |   |    |    |
| 2024 | 43,72 | AD    | CDU  | AD   | 22,13 | 2,94  | 3,59     | 1,03  | 1,36 | 19,20 | 1,74 |     |         |   |    |    |

## Evolução da População do Município
| Número de habitantes *                   | Número de habitantes * | Número de habitantes * | Número de habitantes * | Número de habitantes * | Número de habitantes * | Número de habitantes * | Número de habitantes * | Número de habitantes * | Número de habitantes * | Número de habitantes * | Número de habitantes * | Número de habitantes * | Número de habitantes * | Número de habitantes * | Número de habitantes * |
| ---------------------------------------- | ---------------------- | ---------------------- | ---------------------- | ---------------------- | ---------------------- | ---------------------- | ---------------------- | ---------------------- | ---------------------- | ---------------------- | ---------------------- | ---------------------- | ---------------------- | ---------------------- | ---------------------- |
| 1864                                     | 1878                   | 1890                   | 1900                   | 1911                   | 1920                   | 1930                   | 1940                   | 1950                   | 1960                   | 1970                   | 1981                   | 1991                   | 2001                   | 2011                   | 2021                   |
| 4 728                                    | 5 224                  | 6 161                  | 6 633                  | 7 627                  | 7 803                  | 8 753                  | 9 639                  | 9 568                  | 8 039                  | 6 417                  | 5 605                  | 4 960                  | 4 098                  | 3 521                  | 3 285                  |
| Número de habitantes por Grupo Etário ** |                        |                        |                        |                        |                        |                        |                        |                        |                        |                        |                        |                        |                        |                        |                        |
|                                          |                        |                        | 1900                   | 1911                   | 1920                   | 1930                   | 1940                   | 1950                   | 1960                   | 1970                   | 1981                   | 1991                   | 2001                   | 2011                   | 2021                   |
| 0-14 Anos                                | 0-14 Anos              | 0-14 Anos              | 2 402                  | 2 555                  | 2 474                  | 2 642                  | 2 749                  | 2 399                  | 1 800                  | 1 150                  | 901                    | 553                    | 315                    | 263                    | 290                    |
| 15-24 Anos                               | 15-24 Anos             | 15-24 Anos             | 1 365                  | 1 533                  | 1 448                  | 1 836                  | 1 707                  | 1 660                  | 1 253                  | 1 000                  | 673                    | 578                    | 355                    | 204                    | 195                    |
| 25-64 Anos                               | 25-64 Anos             | 25-64 Anos             | 2 911                  | 3 258                  | 3 372                  | 3 713                  | 4 360                  | 4 261                  | 3 938                  | 3 260                  | 2 588                  | 2 230                  | 1 782                  | 1 519                  | 1 299                  |
| = ou > 65 Anos                           | = ou > 65 Anos         | = ou > 65 Anos         | 390                    | 467                    | 483                    | 633                    | 770                    | 943                    | 1 048                  | 1 285                  | 1 443                  | 1 599                  | 1 646                  | 1 535                  | 1 501                  |

- Número de habitantes "residentes", ou seja, que tinham a residência oficial neste município à data em que os censos  se realizaram
  - De 1900 a 1950 os dados referem-se à população "de facto", ou seja, que estava presente no município à data em que os censos se realizaram. Daí que se registem algumas diferenças relativamente à designada população residente

De acordo com os dados provisórios avançados pelo INE o distrito de Castelo Branco registou em 2021 um decréscimo populacional na ordem dos 9.3% relativamente aos resultados do censo de 2011. No concelho de Vila Velha de Ródão esse decréscimo rondou os 6.7%.
Segundo os dados do Instituto Nacional de Estatística a 31 de Dezembro de 2013, Vila Velha de Ródão era o município com maior taxa de mortalidade, com 28,8 óbitos por mil habitantes - número quase três vezes superior à média nacional. A juntar à perda de população e à grande taxa de mortalidade, Ródão é líder num outro indicador demográfico: é o segundo município de Portugal, a seguir a Torre de Moncorvo, com menor taxa bruta de natalidade. Em Vila Velha de Ródão há 2,5 nascimentos por cada mil habitantes.
Contudo, mesmo sendo um dos concelhos mais marcados pelo envelhecimento, o número de jovens 0-14 anos pela primeira vez em muitos anos cresceu de 2017 para 2018, saltando dos 173 para os 185, tornando-se, inesperadamente, no único município da Beira Baixa a conseguir tal feito.